# Disco Tango
«Disco Tango» — датская песня, исполненная певцом и композитором Томми Зибахом в телевизионном конкурсе Евровидение-1979. Песня была написана на датском языке Томми Зибахом на слова Келда Хейка. По итогам голосования Disco Tango заняла шестое место, набрав 76 баллов, что стало первым успешным результатом для Дании после её возвращения на Евровидение в 1978 году. Тем не менее, Disco Tango стала предшественницей датской заявки на Евровидение-1980 Tænker altid på dig в исполнении группы Bamses Venner.

## История
Disco Tango была написана певцом и композитором Томми Зибахом для участия в традиционном датском национальном отборе на Евровидение под названием Dansk Melodi Grand Prix. Композиция выдержана в умеренно-быстром темпе в тональности соль минор и в жанре диско, популярным в 70-е годы. Песня описывает девушку, которая танцует под музыку диско ночью, а днем слушает Бетховена и работает жокеем. Также упоминается Джон Траволта. Определённое влияние на автора текста Disco Tango Келда Хейка повлияла датская поп-рок-группа Shu-bi-dua и их способ написания текстов.
Некоторые обвиняли эту песню в плагиате сингла Rolling Stones Paint it Black.
Песня была представлена на конкурсе Dansk Melodi Grand Prix 3 февраля 1979 года. По результатам голосования жюри из восьми регионов Дании Disco Tango набрало 81 балл равно как и песня Alt er skønt в исполнении Грет Ингманн и Бьярна Лиллера. Чтобы разрешить ничью между песнями, жюри организовало второй раунд голосования, в результате которого Disco Tango набрав 51 балл против 36 баллов за Alt er skønt.

## На «Евровидении»
В Иерусалиме на Евровидение Томми Зибах выступал под номером 3, между композициями Raggio di luna группы Matia Bazar от Италии и Happy Man Катала Данна от Ирландии. Во время выступления Зибах исполнял песню, подыгрывая себе на рояле, а бэк-вокалистами были Дебби Кэмерон, Майкл Эло и Джейн Эло. Позже все они вновь будут представлять Данию на Евровидение-1981 с песней Krøller eller ej. По итогам голосования Disco Tango заняла шестое место, набрав 76 баллов, включая максимальные 12 баллов от Греции и Израиля, что стало первым успешным результатом для Дании после её возвращения на Евровидение в 1978 году.